# Yasmine Naghdi
Yasmine Naghdi (Londra, 25 marzo 1992) è una ballerina britannica, prima ballerina del Royal Ballet dal 2017.

## Biografia
Yasmine Naghdi è nata a Londra nel 1992, figlia di madre belga e padre iraniano. A dodici anni è stata ammessa alla Royal Ballet School, dove si è distinta per le grandi dote tecniche: nel 2007, a quindici anni, ha vinto il premio come "miglior ballerina classica", mentre nel 2009 si è classificata prima al Young British Dancer of the Year.
Naghdi è sposata con Riccardo Gazzi dal 2023.

## Carriera
Nel 2010 è stata scritturata dal Royal Ballet, di cui ha scalato rapidamente i ranghi: nel 2014 è stata promossa a solista, nel 2016 a prima solista e nel 2017 la ventiquattrenne Naghdi è stata proclamata prima ballerina della compagnia. Le erano stati affidati ruoli da protagonista prima ancora di diventare ballerina principale: nel 2015, a soli 22 anni, ha esordito nel ruolo di Giulietta in occasione del cinquantesimo anniversario dell'allestimento di Kenneth MacMillan del Romeo e Giulietta e nello stesso anno ha fatto anche il suo debutto come Odette e Odile ne Il lago dei cigni di Liam Scarlett.
Partner abituale di Matthew Ball e, meno frequentemente, di Vadim Muntagirov, Naghdi ha danzato al Covent Garden in un vasto repertorio di ruoli che includono, oltre quelli già citati, Aurora La bella addormentata (Petipa), Giselle in Giselle (Wright), Gamzatti ne La Bayadère (Makarova), Manon in Manon (MacMillan), Kitri in Don Chisciotte (Petipa/Nureev), Tatiana in Onegin (Cranko), Swanilda in Coppèlia (Ashton), la Fata Confetto ne Lo schiaccianoci (Wright), l'eponima protagonista ne L'uccello di fuoco (Fokine), Perdina ne Il racconto d'inverno (Wheeldon), Mathilde Kschessinska in Anastasia (MacMillan), Titania in The Dream (Ashton) e numerose coreografie di George Balanchine (Jewels), Jerome Robbins (Dances at a Gathering), Wayne McGregor, Valentino Zucchetti e Christopher Wheeldon.

Nel marzo 2019 è stata invitata come ballerina ospite dal San Francisco Ballet a ballare il ruolo di Aurora ne La bella addormentata.

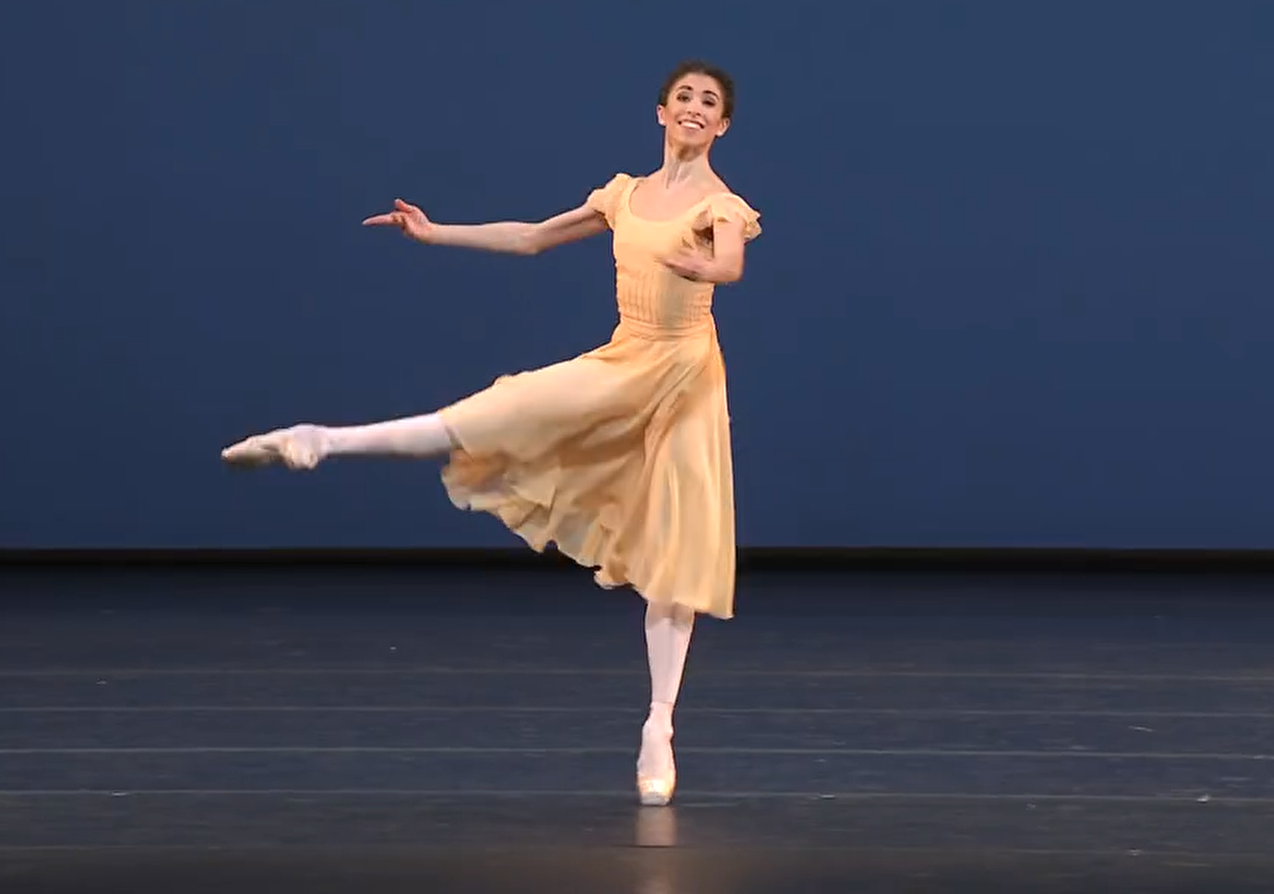
Yasmine Naghdi in 'Dances at a Gathering' di Jerome Robbins